# Bundesministerium für Frauen, Wissenschaft und Forschung
Das Bundesministerium für Frauen, Wissenschaft und Forschung (kurz BMFWF), auch Wissenschafts- oder Frauenministerium, ist ein Bundesministerium der Republik Österreich.

## Geschichte

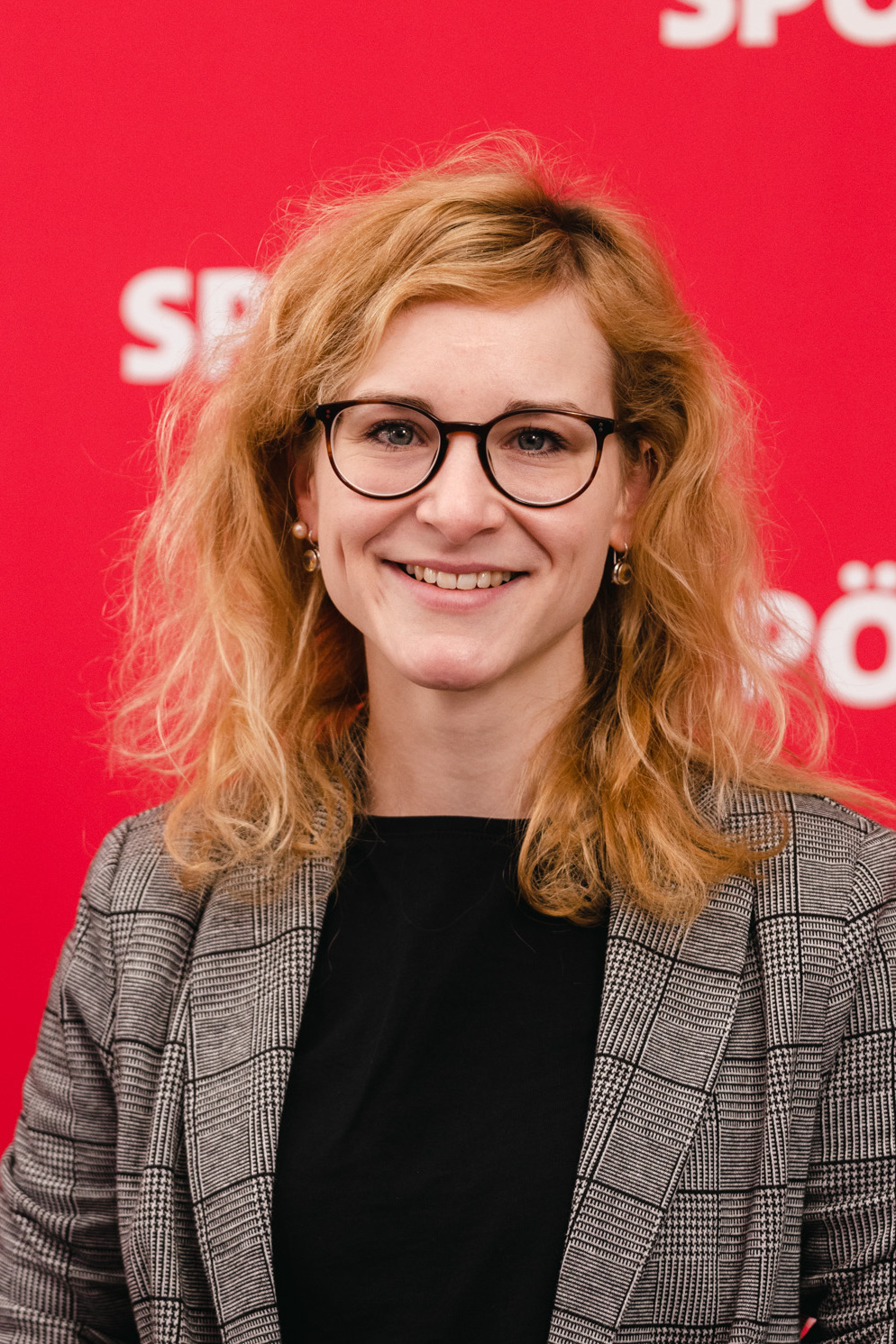
Eva-Maria Holzleitner, Bundesministerin für Frauen, Wissenschaft und Forschung

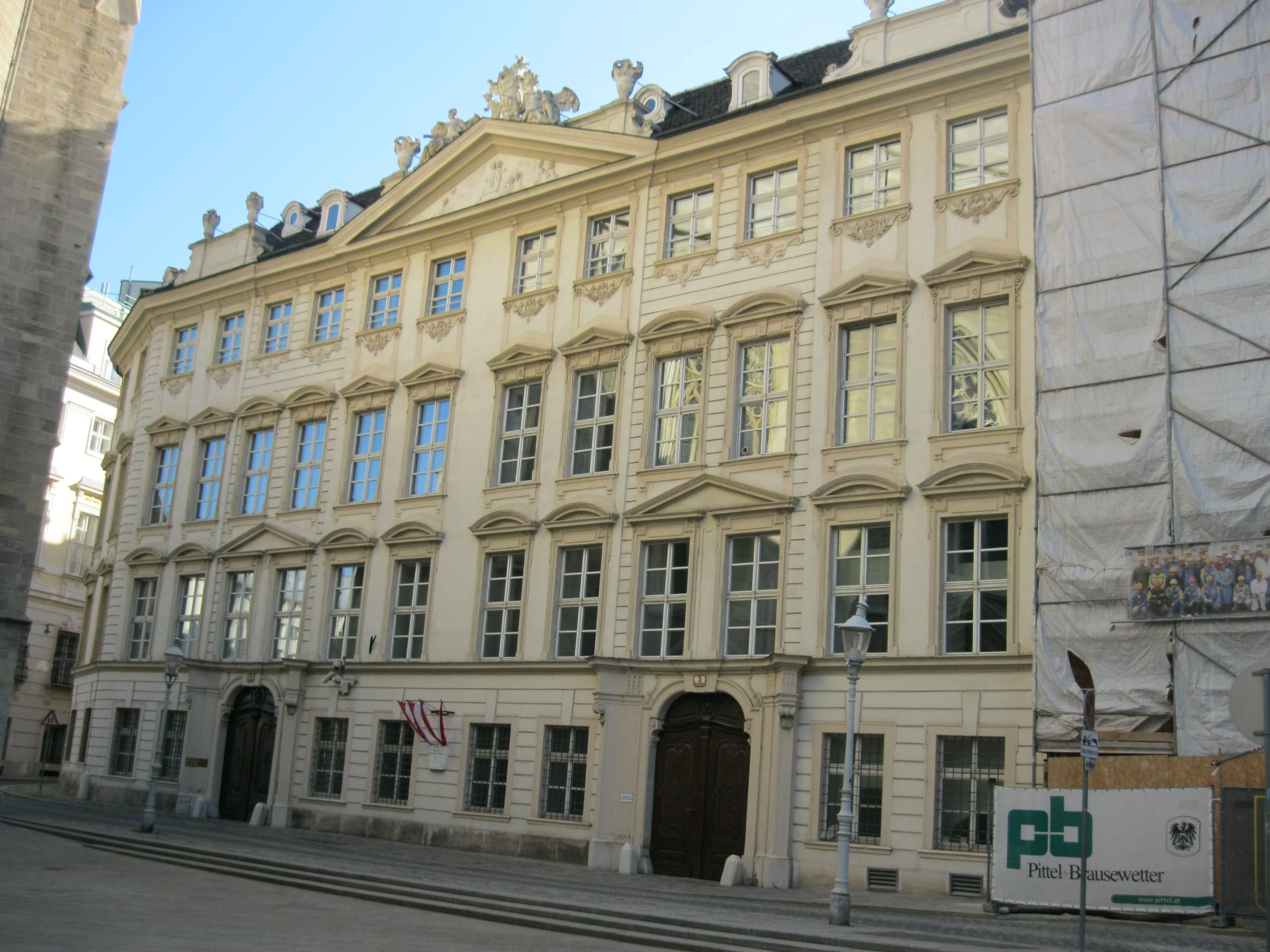
Amtssitz des Bundesministeriums

Das Wissenschaftsministerium wurde im Kabinett Kreisky I am 24. Juli 1970 zum ersten Mal seit bestehen der 2. Republik eingerichtet und bestand in dieser Form bis zum 29. November 1994. Die längste Zeit unter der Führung von Hertha Firnberg (1970 bis 1983), danach von Heinz Fischer, Hans Tuppy, Erhard Busek und zuletzt von Rudolf Scholten unter dem auch das Kunstressort ins Wissenschaftsministerium wanderte. Am 30. April 1996 wurde das von Scholten geführte Ministerium unter seiner Führung mit dem Verkehrsministerium verschmolzen, dass auch weiterhin von ihm geleitet wurde. Unter der Schwarz-Blauen Bundesregierung Schüssel I verlagerte sich die Wissenschaft erneut und agierte fortan im Bildungsministerium. Unter der nächsten Rot-Schwarzen Koalition bestand das Bundesministerium für Wissenschaft und Forschung wieder in seiner ursprünglichen Form, bis es am 1. März 2014 aufgelöst und ins Wirtschaftsministerium integriert wurde. Ab der Schwarz-Blauen Bundesregierung Kurz I wanderte das Wissenschaftsministerium wie bereits unter Schüssel zurück ins Bildungsministerium, wo es bis zur erneuten Angelobung am 2. April 2025 der Bundesregierung Stocker blieb.

## Aufgaben
Das Bundesministerium für Frauen, Wissenschaft und Forschung ist zuständig für:
- Koordination in Angelegenheiten der Frauen- und Gleichstellungspolitik.
  - Koordination in Angelegenheiten des Gender Mainstreamings.
  - Angelegenheiten der Gleichstellung der Frauen auf dem Arbeitsmarkt.
  - Koordination in Angelegenheiten der sozioökonomischen Gleichstellung.
  - Förderungen und andere Zuwendungen im Bereich der Gleichstellung und Stärkung von Frauen einschließlich Stiftungen und Fonds.
  - Koordination in Angelegenheiten der Prävention von und des Schutzes vor Gewalt gegen Frauen sowie Geschäftsführung der „Nationalen Koordinierungsstelle Gewalt gegen Frauen“.
- Angelegenheiten der Gleichbehandlungskommission, der Bundes-Gleichbehandlungskommission und der Interministeriellen Arbeitsgruppe für Gleichbehandlungsfragen.
- Angelegenheiten der Anwaltschaft für Gleichbehandlung.
- Angelegenheiten der Wissenschaften, insbesondere der wissenschaftlichen Forschung und Lehre.
  - Angelegenheiten der öffentlichen Universitäten, einschließlich betriebswirtschaftlicher Angelegenheiten sowie Angelegenheiten der Kostenbeteiligung des Bundes an der Errichtung, Ausgestaltung und dem Betrieb von Universitätskliniken.
  - Angelegenheiten der Privathochschulen.
  - Angelegenheiten der Fachhochschulen (Fachhochschul-Studiengänge).
  - Angelegenheiten der wissenschaftlichen Forschung einschließlich der zentralen Einrichtungen Fonds zur Förderung der wissenschaftlichen Forschung, GeoSphere Austria – Bundesanstalt für Geologie, Geophysik, Klimatologie und Meteorologie, Institute of Science and Technology – Austria, Ludwig Boltzmann Gesellschaft – ** Österreichische Vereinigung zur Förderung der wissenschaftlichen Forschung, Österreichische Akademie der Wissenschaften sowie der OeAD-GmbH – Agentur für Bildung und Internationalisierung.
  - Angelegenheiten der wissenschaftlichen Berufsvorbildung, Berufsausbildung und Berufsfortbildung.
  - Angelegenheiten des wissenschaftlichen Bibliotheks-, Dokumentations- und Informationswesens.
  - Angelegenheiten der studentischen Interessenvertretung und der Studienbeihilfen und Stipendien.
  - Angelegenheiten der Studentenmensen sowie der Förderung des Baus von Studentenheimen.
  - Angelegenheiten der wissenschaftlichen Sammlungen und Einrichtungen.
  - Angelegenheiten der wissenschaftlichen Forschung und der internationalen wissenschaftlichen Mobilitätsprogramme, des Europäischen Forschungsraums sowie der europäischen Rahmenprogramme.
- Angelegenheiten des Forschungs-, Wissenschafts-, Innovations- und Technologieentwicklungsrates.
- Lebenswissenschaften und Förderung von Ersatzmethoden zum Tierversuch.
- Angelegenheiten der wissenschaftlichen Stiftungen und Fonds.
  - Angelegenheiten des Fonds zur Förderung der wissenschaftlichen Forschung.
- Angelegenheiten der Volksbildung.

## Struktur
Das Bundesministerium für Frauen, Wissenschaft und Forschung ist wie folgt gegliedert:
- Bundesminister für Frauen, Wissenschaft und Forschung
  - Kabinett der Frau Bundesministerin
  - Interne Revision
  - Ombudsstelle für Studierende
  - Datenschutzbeauftragte
  - Chief Digital Officer (CDO)
  - Chief Information Officer (CIO)
  - Informationssicherheitsbeauftragte
  - Präsidialsektion: Präsidialagenden, Risikomanagement, Öffentlichkeitsarbeit
  - Sektion I: Universitäten und Fachhochschulen
  - Sektion II: Wissenschaftliche Forschung, Internationale Angelegenheiten
  - Sektion III: Frauenangelegenheiten und Gleichstellung
  - Ministerialkanzleidirektion
  - Arbeitsgruppe für Gleichbehandlungsfragen
  - Mobbing(präventions)beratung
  - Einrichtungen zur Beratung und Unterstützung des Bundesministers und zur zusammenfassenden Behandlung von Geschäften, die den Wirkungsbereich mehrerer Sektionen berühren

## Geschäftsbereiche
Folgende ausgegliederte Einrichtungen sind dem Ressortbereich zuzuordnen:
- Agentur für Qualitätssicherung und Akkreditierung Austria
- Forschungs-, Wissenschafts-, Innovations- und Technologieentwicklungsrat (gemeinsam mit dem Bundesministerium für Innovation, Mobilität und Infrastruktur und dem Bundesministerium für Wirtschaft, Energie und Tourismus)
- GeoSphere Austria
- Institute of Science and Technology Austria (IST Austria, 50 % BMFWF, 50 % Land Niederösterreich)
- OeAD-GmbH – Agentur für Bildung und Internationalisierung
- Österreichische Akademie der Wissenschaften
- Österreichische Bibliothekenverbund und Service GesmbH
- Österreichische Mensen BetriebsgmbH
- Universitäten:
  - Akademie der bildenden Künste Wien
  - Alpen-Adria-Universität Klagenfurt
  - Interdisciplinary Transformation University Austria (IT:U)
  - Johannes Kepler Universität Linz
  - Karl-Franzens-Universität Graz
  - Medizinische Universität Graz
  - Medizinische Universität Innsbruck
  - Medizinische Universität Wien
  - Montanuniversität Leoben
  - Mozarteum Salzburg
  - Paris-Lodron-Universität Salzburg
  - Technische Universität Graz
  - Technische Universität Wien
  - Universität für angewandte Kunst Wien
  - Universität für Bodenkultur Wien
  - Universität für künstlerische und industrielle Gestaltung Linz
  - Universität für Musik und darstellende Kunst Graz
  - Universität für Musik und darstellende Kunst Wien
  - Universität für Weiterbildung Krems (Donau-Universität Krems)
  - Universität Innsbruck
  - Universität Wien
  - Veterinärmedizinische Universität Wien
  - Wirtschaftsuniversität Wien